# Julio Betancur
Julio Cesar Betancur Betancur (Medellín, corregimiento de San Antonio de Prado, 30 de junio de 1960) es un biólogo, botánico y profesor colombiano.

## Biografía
Julio Betancur nació en San Antonio de Prado, Medellín, estudió biología en la Universidad de Antioquia y contribuyó con el conocimiento de las Bromeliáceas de Antioquia. Hizo su posgrado en la Universidad Nacional de Colombia y su tesis fue sobre la Sistemática del grupo Sodiroa (Guzmania).
Entre 1986 y 1991 trabajó en la Universidad de Antioquia como asistente de investigación. Luego se mudó a Bogotá y ha trabajado como profesor de la Universidad Nacional de Colombia desde ese entonces.
Es miembro de la Asociación Colombiana de Botánica, la Asociación Latinoaméricana de Botánica, del Jardín Botánico Marie Selby, del Jardín Botánico José Celestino Mutis y del Instituto Smithsoniano.

## Algunas publicaciones

### Libros
- Los colores del páramo de Chingaza: guía de plantas (2018)
- Caño Limón: canto a la Tierra (2008)
- Guía de campo: Santa María, pintada de flores (2007)
- Chisacá, un recorrido por los páramos andinos (2004)
- Heliconias: llamaradas de la selva colombiana (1999)

### Artículos
- Palmas útiles en tres comunidades indígenas de La Pedrera, Amazonia colombiana (2018)
- Navias (Bromeliaceae) nuevas de la sierra de Chiribiquete (2001)
- Bromelias de Colombia: Una nueva especie de Pitcairnia (1995)
- Hohenbergia andina (bromeliaceae), nueva especie del noroccidente de Colombia (1991)

## Honores

### Taxones dedicados
- Chlorospatha betancurii
- Xanthosoma betancurii
- Espeletia betancurii
- Mikania betancurii
- Guzmania betancurii
- Pitcairnia betancurii
- Burmeistera betancurii
- Drymonia betancurii
- Cyrtochilum betancurii
- Epidendrum betancurii
- Maxillaria betancurii
- Elaphoglossum betancurii
- Geissanthus betancurii
- Phoradendron betancurii